# Hyboella hainanensis
Hyboella hainanensis är en insektsart som beskrevs av Liang 2002. Hyboella hainanensis ingår i släktet Hyboella och familjen torngräshoppor. Inga underarter finns listade i Catalogue of Life.